# Океан-О (космический аппарат)
Океан-О — серия советских, а позднее российско-украинских метеорологических спутников. Космическая система «Океан» является первой в мире оперативной радиолокационной системой ДЗЗ, которая практически постоянно функционировала с сентября 1983 года — с момента запуска первого спутника данной системы (КА «Космос — 1500»). Основное назначение КА данной системы — мониторинг поверхности Мирового океана (состояние водной поверхности и ледяного покрова).
Серия ИСЗ Океан разработана ГКБ «Южное» им. М. К. Янгеля.
Заказчик: Национальное космическое агентство Украины, Российское космическое агентство.
Постановщики экспериментов: Конструкторское бюро «Южное», Научно-исследовательский институт радиоизмерений (Украина), Научно-исследовательский институт космического приборостроения, Институт радиоэлектроники РАН, Особое конструкторское бюро Московского энергетического института, Всероссийский НИИ физико-технических и радиотехнических измерений, Институт аэрокосмического приборостроения (Российская Федерация), Институт радиофизики и электроники (Армения).

## Основные задачи
- Составление морских гидрометеорологических и специализированных прогнозов;
- обеспечение безопасности судоходства и выбора оптимальных маршрутов судов;
- обнаружение районов загрязнения поверхности морей и океанов;
- изучение деятельного слоя в океане;
- изучение континентального шельфа;
- определение и прогнозирование динамического и термодинамического состояния Мирового океана;
- определение поля ветров по дрейфу облаков;
- определение водозапаса облаков, границ зон осадков и их интенсивности;
- определение физического состояния ледового покрова (разрушенность, возраст, за-снеженность, торосность);
- распознавание типов почв;
- распознавание типов лесов;
- контроль состояния растительности и почвы;
- определение лесных и степных пожаров;
- экологический и кризисный мониторинг;
- исследование физико-геологических структур;
- сбор контактных данных с платформ и передачи их в центры обработки.

## Характеристики
Основные характеристики:
- Масса, кг 6250
- Масса комплекса исследовательской аппаратуры, кг 1520
- Габаритные размеры, мм:
  - герметичный корпус 1800 х 3200
- КА в рабочем положении:
  - длина (по антеннам РЛС БО) 12500
  - ширина (по панелям солнечных батарей) 4500
  - высота 12000
- Расчетные параметры орбиты:
  - высота, км 685
  - наклонение орбиты, град. 98.5
- Время активного существования, год 3
- Ракета-носитель 11К77

### Аппаратура
Состав комплекса исследовательской аппаратуры:
- многоканальное сканирующее устройство высокого разрешения МСУ-В;
- многоканальное сканирующее устройство среднего разрешения МСУ-СК;
- два радиолокатора бокового обзора (право- и левосторонний);
- трассовый сверхвысокочастотный радиометр Р-600;
- трассовый сверхвысокочастотный радиометр Р-225
- многоканальный сканирующий сверхвысокочастотный радиометр «Дельта-2Д»;
- поляризационный спектрорадиометр видимого диапазона на акустических фильтрах с высоким спектральным разрешением «Трассёр»;
- радиотелевизионный комплекс РТВК-М;
- информационная система сантиметрового диапазона БИСУ-П;
- синхронизатор времени и частот;
- бортовая аппаратура системы сбора и передачи информации «Кондор-2М».

Комплекс исследовательской аппаратуры в указанном составе обеспечивает формирование и передачу по радиоканалам на пункты приема:
- радиолокационной информации с размером элемента изображения 1,3x2,5 км в двух полосах обзора шириной по 450 км;
- радиометрической информации на двух длинах волн сверхвысокочастотного диапазона в трассовой полосе обзора 130 км с диапазоном измеряемых температур 50…310 К;
- многоканальной радиометрической информации сверхвысокочастотного диапазона с размером элемента изображения от 16x21 км до 87x115 км в полосе обзора 900 км при значении диапазона измеряемых температур 2,7…330 К;
- многоканальной информации видимого и инфракрасного диапазона с размерами элемента изображения 50…250 м в полосе обзора 180…200 км, от 245×157 м до 820×590 м в полосе обзора 600 км и 1,5…1,8 км в полосе обзора 1950 км;

спектрорадиометрической информации по 62 измерительным каналам в спектральном диапазоне 411 …809 нм;
информации, получаемой с платформ.
В отличие от предыдущих разработок ГКБ «Южное» аппарат «Океан-О» выполнен по конструктивно-компоновочной схеме с горизонтальным расположением продольной оси в полете. Горизонтальная схема позволила разместить крупногабаритные двусторонние антенны, платформу и ферму с исследовательской аппаратурой в зоне полезного груза под обтекателем носителя и при этом не использовать высокоточные поворотные устройства в конструкции космического аппарата, что потребовало бы новых конструкторских решений по их размещению с учётом ограничений по массе, центровке, габаритам и др. Характерной особенностью внешнего вида космического аппарата является расположенная в верхней полусфере крупногабаритная панель фотопреобразователей солнечной энергии с одной степенью вращения.
Комплекс обеспечивающей аппаратуры космического аппарата представляет собой:
- унифицированную командно-измерительную систему сантиметрового и дециметрового диапазонов «Куб-Контур»;
- модернизированную систему управления бортовым аппаратурным комплексом;
- модернизированную информационно-телеметрическую систему дециметрового диапазона БИТС-2-7;
- активную трехосную систему ориентации и стабилизации, обеспечивающую точность ориентации КА±10 угл. мин, с электромаховичными и жидкостно-реактивными исполнительными органами;
- жидкостную двигательную установку;
- систему электроснабжения на базе солнечной батареи площадью 32 м2 со среднесуточной выходной мощностью 1700 Вт;
- систему ориентации солнечной батареи;
- систему терморегулирования;
- аппаратуру коммутации питания и управления;
- антенно-фидерные системы.[1]

## Эксплуатация
Начиная с 1983 г., на орбитах функционировало 10 спутников серии «Океан»: 
1. Океан-ОЭ №1 (Космос-1500, запуск 28.09.1983)
2. Океан-ОЭ №2 (Космос-1602, запуск 28.09.1984)
3. Океан-О1 №1 (Космос-1766, запуск 28.07.1986)
4. Океан-О1 №2 (Космос-1869, запуск 16.07.1987)
5. Океан-О1 №3 (Океан, запуск 05.07.1988)
6. Океан-O1 №5 (Океан, запуск 28.02.1990)
7. Океан-O1 №6 (Океан, запуск 04.06.1991)
8. Океан-O1 №7 (Океан, запуск 11.10.1994)
9. Океан-О1 №8 (Січ-1, запуск 31.08.1995) и О
10. Океан-О №1 (Океан, запуск 25.10.99).

Последний КА из этой серии, которому и посвящена эта статья, был запущен 17 июля 1999 г. с космодрома Байконур ракетой-носителем 11К77 «Зенит-2». Решением Российско-Украинской межгосударственной комиссии от 25.10.99 г. аппарат принят в эксплуатацию с 1 ноября 1999 г. В настоящее время выведен из эксплуатации в связи с выработкой ресурса.